# Flinch
Flinch es una banda de glam rock y rock gótico originaria de Tampere, Finlandia, formada en 2003. El primer sencillo de la banda, Tuulet (en español viento) llegó al tercer puesto de la lista de éxitos finlandesa, permaneciendo allí durante semanas.

## Historia de La Banda
Los orígenes se remontan a 2003, cuando 5 estudiantes de Nokia fundaron el grupo. El vocalista Ville es el hermano menor de Jonne Aaron (vocalista de Negative). Por esa razón al principio se le tachaban a Flinch de tratar de emular el éxito de Negative. Pero no era así, ya que la banda tenía sus propios planes y objetivos y a diferencia de su hermano mayor Flinch canta en finés. En cualquier caso, Jonne Aaron también ha ayudado a Flinch; por ejemplo él fue el productor de su álbum Irrallan. pero el álbum publicado en (2011) titulado Äänet se ha hecho sin la ayuda de Jonne lo cual ha hecho que el grupo sea más independiente las críticas sobre su estilo musical.
Actualmente Flinch ha mostrado un estilo único e independiente, aunque muchos [¿quién?] aseguran que la voz de Ville Liimatainen se asemeja a la de Ville Valo de HIM y a la de Theon McInsane de Lovex. La banda ha sido también comparada con Uniklubi por interpretar sus canciones en finés.
Sin embargo, y con el éxito en las manos pero por diferencias entre los miembros, la banda quedó casi disuelta, pero tras un tiempo de descanso y con nuevos miembros, Flinch regresó con varios proyectos en mente.

## Estilo Musical
El estilo musical de Flinch no sigue un estilo fijo, y el sonido de sus canciones varía entre géneros musicales. La banda integra influencias sinfónicas en algunas de sus canciones, como en algunas del disco Irrallan; mientras que en otras, como Almut o Tulet de su disco anterior, se pueden encontrar sonidos más duros y cercanos al hard rock. Su estilo ha sido descrito como Glam Rock, Rock Gótico, Hard Rock y Rock Alternativo.         

## Miembros actuales
- Ville Liimatainen - Voz
- Haiwe - Guitarra (2007)
- Kosti - Guitarra (2010)
- Tommi - Bajo (2007)
- Oskari - Batería (2007)

## Exmiembros
- Mikko „Mice“ Häkkilä - Guitarra
- Olli Laukkanen - Guitarra
- Tuukka Hänninen - Bajo
- Juuso Valkeala - Batería
- Jaakko - Guitarra (2007-2010)

## Discografía

### Álbumes de estudio
- Kuvastin (2005)
- Irrallaan (2008)
- Äänet (2011)

### Sencillos
- Tuulet (2006)
- Liikaa (2006)
- Taivas Tähtiverhoineen (2008)
- 1986 (2008)
- Roosa (2010)
- Tänä iltana (2011)